# Афонсу де Норонья
Афонсу де Норонья (порт. Afonso de Noronha; 1510–1586) — португальський державний, військовий та колоніальний діяч XVI століття, губернатор Сеути (1538—1549) і 5-й віцекороль Португальської Індії (1550—1554).

## Життєпис
Походив зі знатного роду Норонья. Молодший син дона Фернанду де Менезеша, маркіза де Вільяреал, і Марії Фрейре. Народився 1510 року. Замолоду йому було обрано церковну кар'єру. Стає командором ордена Христа. У 1538 року призначено капітаном (губернатором) Сеути, замінивши свого старшого брата Нуну Алвареша Перейру де Норонья. На посаді перебував до 1549 року. Одружився з Марією, донькою Вашку де Ека, що вів свій родовід від інфанта Жуана Валенсійського.
18 лютого 1550 року призначено віцекоролем і головним капітаном Індії. Прибув до Гоа на чолі ескадри в 6 кораблів з 2 тис. солдатами. З самого початку стикнувся з проблемами португальських володінь в Індійському океані. З одного боку на Цейлоні проти португальців виступив Джаявіра Бандара, правитель Канді. З іншого османський флот намагався витиснути Португалію з Перської затоки та Ормузької протоки. У жовтні того ж року Бгуванайкабаху VII, магараджа Котте, звернувся по нього по допомогу проти брата Маядуне, що знову став готуватися до війни. Афонсу де Норонья запросив за це 200 тис. парданів, чого магарджа не міг виконати. Натомість той відправив 15 тис. парданів та подарунки для португальських монархів. Це викликало гнів віцекороля. також він був невдоволений тим, що його друг Франциск Ксав'єр вимушен був звернути місіонерську діяльність на Цейлоні. В свою чергу Бгуванайкабаху VII став готуватися до ліквідації португальської торговельної факторії Коломбо. Тоді віцекороль Індії організував замах на магараджу, якого 29 грудня було важко поранено з мушкету Антоніо де Барселушем (слугою Афонсу де Нороньї), внаслідок чого той напочатку січня 1551 року помер.
Невдовзі за цим уклав договір зі спадкоємцем загиблого — Дгармапалою (фактично з регентом Відіє бандарою), надавши йому 3 тис. солдатів за сплату 80 тис. парданів, але при цьому магараджа мав передати половинну майбутньої здобич та визнав борг в 20 тис. парданів. Португальсько-коттеські війська захопили ворожу столицю Сітавак, змусивши Маядуне тікати. Але усю здобич захопили португальці. Це спричинило конфлікт з відіє бандарою, якому було завдано поразки, за цим захоплено й пограбовано Котте. Новим регентом віцекороль призначив Сембахапа Перумала та зажадав, що Дгармапала перейшов до католицтва. Але отримав відмову. Невдовзі новий регент сплатив 5 тис. парданнів, а натомість віцекороль залишив острів Цейлон.
1552 року португальці витримали облогу в Ормузі. Норонья, що йшов на допомогу, отримав цю звістку в Діу. Втім адмірал османського флоту Індійського океану Пірі-реїс захопив Маскат і Катар.
1553 року португальський флот в битві в Ормузькій протоці завдав тяжкого удару османській флотилії на чолі із Сейді Алі-реїсом. 1554 року вдалося повернути та відновити Маскат. Зберігав непогані відносини з Баракатом бін Мухамедом, імамом Оману.
Виявив адміністративний хист в організації та захисту колоніальних володінь. Насамперед важливою реформою було створення ради при віцекоролі, оскільки він фізично не міг контролювати величезні території від Японії до Бахрейну. Бюрократизація призвела до покращення управління, статистики, систематизації досліджень нових островів. Разом з тим муніципалітет Гоа скаржився королю Жуану III, що Афонсу де Норонья не забезпечує правосуддя, а намагається будь-якими засобами накопичувати власні статки та наповнювати скарбницю для відправлення до Португалії.
16 вересня 1554 передав свої повноваження Педру де Машкареньяшу. Подальша доля невідома. Помер 1586 року.